# Società Aerea Mediterranea
La Società Aerea Mediterranea - SAM SpA était une compagnie aérienne privée italienne créée le 26 mars 1928 qui assurait le transport de personnes et le courrier postal.

## Histoire
La compagnie a été créée le 26 mars 1928 à Milan dans le but de regrouper toutes les petites compagnies privées italiennes opérant sur le territoire national, comme le souhaitait le secrétaire d'État à l'aviation du Régime fasciste qui gouvernait le royaume d'Italie, Italo Balbo. Il réussira quelques années plus tard avec la compagnie Ala Littoria, première compagnie aérienne nationale italienne, propriété de l'État.
Durant ses six années d'existence, de 1928 à 1934, la compagnie s'est évertuée à rationaliser les lignes aériennes nationales et coloniales italiennes en se substituant aux compagnies privées existantes. 
Le 28 octobre 1934, sur décision du régime fasciste du Duce Benito Mussolini, la compagnie est absorbée par la nouvelle société Ala Littoria.

## La renaissance
Le 3 décembre 1959, la compagnie nationale italienne devenue Alitalia - Linee Aeree Italiane, fait renaître la compagnie pour assurer les vols charter sur les destinations qu'elle ne desservait pas directement. La société sera dissoute en 1981.

## Flotte
Entre les 2 guerres - 1928/1934
- Breda Ba.44
- CANT 22
- Savoia-Marchetti S.55

Période Alitalia 1960/1981
- Curtiss C-46 Commando
- Douglas DC-3
- Douglas DC-6B
- Sud Aviation Caravelle